# Liste der Baudenkmäler in Sankt Arnual
In der Liste der Baudenkmäler in Sankt Arnual sind alle Baudenkmäler des Saarbrücker Ortsteils Sankt Arnual aufgelistet. Grundlage ist die Veröffentlichung der Landesdenkmalliste vom 16. Februar 2011 und die aktuelle Teildenkmalliste der Landeshauptstadt Saarbrücken in der Fassung vom 9. August 2017.
siehe auch: Liste der Baudenkmäler in Saarbrücken

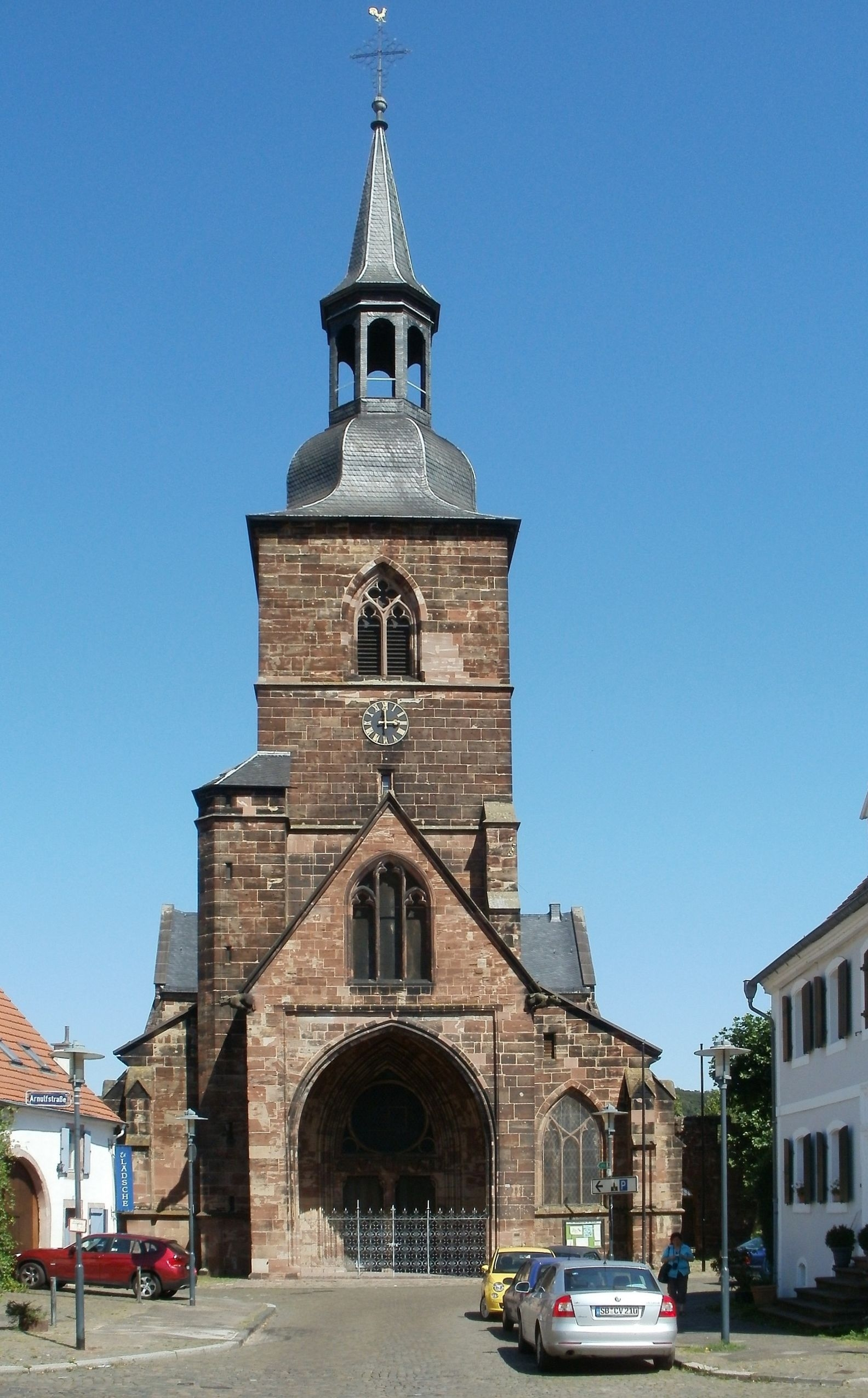
Stiftskirche Sankt Arnual

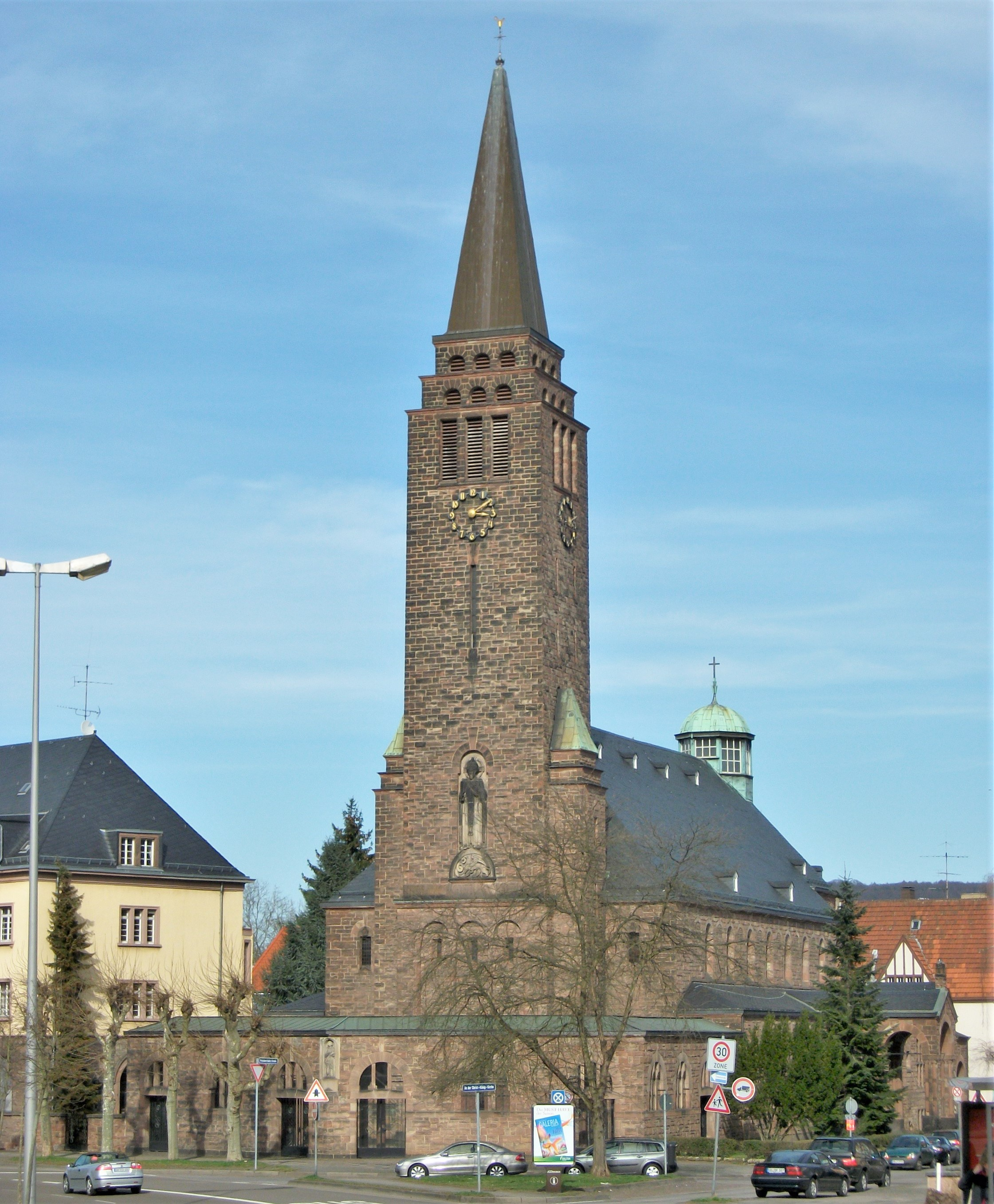
Christ-König-Kirche

## Alte Artilleriekaserne
| Lage                       | Beschreibung | Bild |
| -------------------------- | --- | ---- |
| Alte Artilleriekaserne 1/3 | Wirtschaftsgebäude, 4. Viertel 19. Jh., teilweise Aufstockung 1913 (Ensemble Artillerie-Kaserne Saargemünder Straße) |      |

## Am Blauberg
| Lage          | Beschreibung                       | Bild |
| ------------- | ---------------------------------- | ---- |
| Am Blauberg 1 | Villa Blauberg, 1902 von A. Siegel |      |

## Am Großen Hohlweg
| Lage                | Beschreibung                                   | Bild |
| ------------------- | ---------------------------------------------- | ---- |
| Am Großen Hohlweg 6 | Villa mit Garagenbau, 1924 von Christian Towae |      |

## An der Christ-König-Kirche
| Lage                          | Beschreibung                                                                                                 | Bild |
| ----------------------------- | --- | ---- |
| An der Christ-König-Kirche 6  | Wohnhaus, 1923 von Ludwig Hermann Schmidt                                                                    |      |
| An der Christ-König-Kirche 8  | Villa Adenauer, 1920 von Oskar Beuth                                                                         |      |
| An der Christ-König-Kirche 10 | Logenhaus der Freimaurerloge „zur Stärke und Schönheit“, Logenhaus, 1914 von Christian Towae, Anbau von 1952 |      |
| An der Christ-König-Kirche 11 | Doppelwohnhaus, 1910 von Karl Fischer                                                                        |      |
| An der Christ-König-Kirche 12 | Wohnhaus, 1914 von W. Wittemann                                                                              |      |
| An der Christ-König-Kirche 13 | Doppelwohnhaus, 1910 von Karl Fischer                                                                        |      |
| An der Christ-König-Kirche 14 | Doppelwohnhaushälfte, 1909 von Albert Siegel                                                                 |      |
| An der Christ-König-Kirche 15 | Doppelwohnhaushälfte, 1909 von Karl Fischer                                                                  |      |
| An der Christ-König-Kirche 16 | Doppelwohnhaushälfte, 1903 von Georg Becker                                                                  |      |
| An der Christ-König-Kirche 17 | Doppelwohnhaushälfte, 1903, 1909 von Karl Fischer                                                            |      |
| An der Christ-König-Kirche 18 | Doppelwohnhaus, 1902 von Georg Becker                                                                        |      |
| An der Christ-König-Kirche 19 | Wohnhaus Fischer, 1911 von Karl Fischer                                                                      |      |

## Arnulfstraße
| Lage             | Beschreibung                                                       | Bild |
| ---------------- | ------------------------------------------------------------------ | ---- |
| Arnulfstraße 15  | Neues Schulhaus, 1905 von Heinrich Wiese                           |      |
| Arnulfstraße 17  | ev. Pfarrhaus, 1878                                                |      |
| Arnulfstraße 17a | Pfarrscheune, 1878                                                 |      |
| Arnulfstraße 21  | Bauernhaus, 16. Jh., Scheunentor 1776, Erneuerung Hauptportal 1827 |      |
| Arnulfstraße 24  | Altes Schulhaus, 1860/70, Erweiterung von 1887 bis 1888            |      |
| Arnulfstraße 30  | Wohnhaus, 4. Viertel 18. Jh.                                       |      |
| Arnulfstraße 32  | Wohnstallhaus, um 1750                                             |      |
| Arnulfstraße 34  | Wohnstallhaus, 1750                                                |      |

## Augustinerstraße
| Lage                 | Beschreibung                                                         | Bild |
| -------------------- | -------------------------------------------------------------------- | ---- |
| Augustinerstraße 5/7 | Stiftshof des Stifts St. Arnual, Wohnhaus, 1729–30, Umbauten 19. Jh. |      |

## Barbarastraße
| Lage             | Beschreibung                                                                                               | Bild |
| ---------------- | --- | ---- |
| Barbarastraße 3  | Wohnhaus der Artilleriekaserne, 1896–98 (Ensemble Artillerie-Kaserne Saargemünder Straße)                  |      |
| Barbarastraße 17 | Reithalle der Artilleriekaserne, 1912 von Wilhelm Asbach (Ensemble Artillerie-Kaserne Saargemünder Straße) |      |

## Behringstraße
| Lage            | Beschreibung                        | Bild |
| --------------- | ----------------------------------- | ---- |
| Behringstraße 8 | Wohnhaus, 1934–35 von Rudolf Krüger |      |
| Behringstraße 9 | Wohnhaus, 1934–35 von Rudolf Krüger |      |

## Blücherstraße
| Lage                | Beschreibung                                                                                | Bild |
| ------------------- | ------------------------------------------------------------------------------------------- | ---- |
| Blücherstraße 1     | Teil eines Dreiervillenhauses, 1899–1900 von August Rahfeld, Anbau Treppenturm und Terrasse |      |
| Blücherstraße 1a    | Wohnhaus, 1900 von August Rahfeld                                                           |      |
| Blücherstraße 2/4   | Doppelwohnhaus, 1899 von Ludwig Hermann Schmidt                                             |      |
| Blücherstraße 2a    | Mehrfamilienwohnhaus, 1905 von Wilhelm Kauffmann                                            |      |
| Blücherstraße 3     | Wohnhaus, 1898 von Christian Towae                                                          |      |
| Blücherstraße 5/7   | Doppelwohnhaus, 1899 von Ludwig Hermann Schmidt                                             |      |
| Blücherstraße 8     | Doppelwohnhaushälfte, 1899 von Georg Becker                                                 |      |
| Blücherstraße 9/11  | Doppelwohnhaus, 1909 von Christian Towae                                                    |      |
| Blücherstraße 10    | Doppelwohnhaushälfte, 1899 von Georg Becker                                                 |      |
| Blücherstraße 12/14 | Doppelwohnhaus, 1900 von August Rahfeld                                                     |      |
| Blücherstraße 13/15 | Doppelwohnhaus, 1899–1900 von Friedrich Towae                                               |      |
| Blücherstraße 16    | Wohnhaus, 1901 von August Rahfeld, Aufstockung 1909                                         |      |
| Blücherstraße 17/19 | Doppelwohnhaus, 1900–01 von Georg Becker                                                    |      |
| Blücherstraße 18    | Wohnhaus Burger, 1900–01 von August Rahfeld                                                 |      |
| Blücherstraße 20/22 | Doppelwohnhaus, 1904–05 von Carl Burgemeister                                               |      |
| Blücherstraße 21    | Wohnhaus, 1901 von August Rahfeld                                                           |      |
| Blücherstraße 23    | Wohnhaus, 1902 von Georg Becker                                                             |      |
| Blücherstraße 24    | Wohnhaus, um 1904                                                                           |      |
| Blücherstraße 25    | Wohnhaus, 1904 von Karl Brugger                                                             |      |

## Bruchstraße
| Lage           | Beschreibung                              | Bild |
| -------------- | ----------------------------------------- | ---- |
| Bruchstraße 30 | Wohnhaus, um 1755                         |      |
| Bruchstraße 32 | Wohnhaus mit Keramikmedaillonrelief, 1744 |      |
| Bruchstraße 34 | Wohnhaus, 1. Viertel 19. Jh.              |      |
| Bruchstraße 36 | Bauernhaus, 4. Viertel 18. Jh.            |      |
| Bruchstraße 38 | Wohnhaus, um 1830                         |      |
| Bruchstraße 40 | Wohnhaus, um 1850                         |      |
| Bruchstraße 42 | Teil eines Wohnhauses, um 1750            |      |
| Bruchstraße 44 | Teil eines Wohnhauses, um 1855            |      |
| Bruchstraße 46 | Wohnhaus, um 1855                         |      |

## Brühlstraße
| Lage               | Beschreibung                    | Bild |
| ------------------ | ------------------------------- | ---- |
| Brühlstraße 10/12  | Bauernhaus mit Scheune, 1740/50 |      |
| Brühlstraße 15/15a | Bauernhaus, 1740/50             |      |

## Don-Bosco-Straße
| Lage               | Beschreibung                                                              | Bild |
| ------------------ | ------------------------------------------------------------------------- | ---- |
| Don-Bosco-Straße 1 | Don-Bosco-Jugendheim, Verwaltungsgebäude, 1952–54 von Robert Rheinstädter |      |

## Elsässer Straße
| Lage              | Beschreibung                                                   | Bild |
| ----------------- | -------------------------------------------------------------- | ---- |
| Elsässer Straße 2 | Bootshaus Ruderverein Saarbrücken, Bootshaus, 1912 von Schenck |      |

## Feldmannstraße
| Lage                   | Beschreibung                                                           | Bild |
| ---------------------- | ---------------------------------------------------------------------- | ---- |
| Feldmannstraße 1/3     | Dreierwohnhaus, 1904/05 von Hans Weszkalnys                            |      |
| Feldmannstraße 85      | Villa Hüttendirektor Max Küper, 1925–26 von Kremer und Theodor Schröer |      |
| Feldmannstraße 87      | Wohnhaus, 1928–29 von Peter Weiß                                       |      |
| Feldmannstraße 89      | Wohnhaus, 1928 von Peter Weiß                                          |      |
| Feldmannstraße 91      | Wohnhaus, 1928–29 von Peter Weiß                                       |      |
| Feldmannstraße 93      | Wohnhaus, 1928 von Peter Weiß                                          |      |
| Feldmannstraße 109/111 | Doppelwohnhaus, 1929 von F. X. Forster                                 |      |

## Feldstraße
| Lage          | Beschreibung                                | Bild |
| ------------- | ------------------------------------------- | ---- |
| Feldstraße 1  | Wohnhaus, um 1750                           |      |
| Feldstraße 3  | Wohnhaus, um 1750                           |      |
| Feldstraße 5  | Wohnhaus, um 1750                           |      |
| Feldstraße 7  | Wohnhaus, 1910 von Christian Towae          |      |
| Feldstraße 9  | Wohnhaus, 18. Jh., Scheunenanbau von 1897   |      |
| Feldstraße 11 | Wohnhaus, 4. Viertel 18. Jh., Anbau 1897    |      |
| Feldstraße 13 | Wohnhaus, Stallgebäude, 1826, Anbau um 1880 |      |
| Feldstraße 17 | Bauernhaus, 1. Viertel 18. Jh.              |      |

## Grünewaldstraße
| Lage                             | Beschreibung                                                               | Bild |
| -------------------------------- | -------------------------------------------------------------------------- | ---- |
| Grünewaldstraße 2/4/6/8/10/12/14 | Wohnhäuser, 1938 von Stolpe (Ensemble Volkswohnungen Lucas-Cranach-Straße) |      |

## Hindenburgstraße
| Lage                | Beschreibung                                                     | Bild |
| ------------------- | ---------------------------------------------------------------- | ---- |
| Hindenburgstraße 63 | Doppelwohnhaushälfte, 1902 von Georg Becker                      |      |
| Hindenburgstraße 75 | Wohnhaus Robert Herz mit Ausstattung, 1923 von Carl Burgemeister |      |

## Hohe Wacht
| Lage          | Beschreibung                                                                                  | Bild |
| ------------- | --------------------------------------------------------------------------------------------- | ---- |
| Hohe Wacht 19 | Westwallbunker WH-Nr. 77a, Regelbau 139c, 1939                                                |      |
| Hohe Wacht 25 | Hohe-Wacht-Schule mit Ausstattung und Freiflächengestaltung, 1955–59 von Peter Paul Seeberger |      |

## Julius-Kiefer-Straße
| Lage                     | Beschreibung                                | Bild |
| ------------------------ | ------------------------------------------- | ---- |
| Julius-Kiefer-Straße 21  | Bauernhaus, um 1750, Scheunenanbau von 1898 |      |
| Julius-Kiefer-Straße 146 | Tabaksmühle, 1. Hälfte 19. Jh. von Scherer  |      |

## Kettenstraße
| Lage              | Beschreibung                                | Bild |
| ----------------- | ------------------------------------------- | ---- |
| Kettenstraße 1/1a | Bauernhaus mit Scheune, um 1750, Umbau 1972 |      |
| Kettenstraße 3    | Wohnhaus, 1796                              |      |

## Koßmannstraße
| Lage             | Beschreibung                                      | Bild |
| ---------------- | ------------------------------------------------- | ---- |
| Koßmannstraße 1  | Villa Haldy, Wohnhaus, 1908–09 von August Rahfeld |      |
| Koßmannstraße 12 | Frauenwohnheim, 1952–53 von Hans Hirner           |      |

## Lucas-Cranach-Straße
| Lage                    | Beschreibung                                                                  | Bild |
| ----------------------- | ----------------------------------------------------------------------------- | ---- |
| Lucas-Cranach-Straße 1  | Wohnhaus, 1938 von Stolpe (Ensemble Volkswohnungen Lucas-Cranach-Straße)      |      |
| Lucas-Cranach-Straße 2  | Wohnhaus, 1938–1939 von Stolpe (Ensemble Volkswohnungen Lucas-Cranach-Straße) |      |
| Lucas-Cranach-Straße 3  | Wohnhaus, 1938 von Stolpe (Ensemble Volkswohnungen Lucas-Cranach-Straße)      |      |
| Lucas-Cranach-Straße 4  | Wohnhaus, 1938–1939 von Stolpe (Ensemble Volkswohnungen Lucas-Cranach-Straße) |      |
| Lucas-Cranach-Straße 5  | Wohnhaus, 1938 von Stolpe (Ensemble Volkswohnungen Lucas-Cranach-Straße)      |      |
| Lucas-Cranach-Straße 6  | Wohnhaus, 1938–1939 von Stolpe (Ensemble Volkswohnungen Lucas-Cranach-Straße) |      |
| Lucas-Cranach-Straße 7  | Wohnhaus, 1938 von Stolpe (Ensemble Volkswohnungen Lucas-Cranach-Straße)      |      |
| Lucas-Cranach-Straße 8  | Wohnhaus, 1938–1939 von Stolpe (Ensemble Volkswohnungen Lucas-Cranach-Straße) |      |
| Lucas-Cranach-Straße 9  | Wohnhaus, 1938 von Stolpe (Ensemble Volkswohnungen Lucas-Cranach-Straße)      |      |
| Lucas-Cranach-Straße 10 | Wohnhaus, 1938–1939 von Stolpe (Ensemble Volkswohnungen Lucas-Cranach-Straße) |      |
| Lucas-Cranach-Straße 11 | Wohnhaus, 1938 von Stolpe (Ensemble Volkswohnungen Lucas-Cranach-Straße)      |      |
| Lucas-Cranach-Straße 12 | Wohnhaus, 1938–1939 von Stolpe (Ensemble Volkswohnungen Lucas-Cranach-Straße) |      |
| Lucas-Cranach-Straße 13 | Wohnhaus, 1938 von Stolpe (Ensemble Volkswohnungen Lucas-Cranach-Straße)      |      |
| Lucas-Cranach-Straße 15 | Wohnhaus, 1938 von Stolpe (Ensemble Volkswohnungen Lucas-Cranach-Straße)      |      |
| Lucas-Cranach-Straße 17 | Wohnhaus, 1938 von Stolpe (Ensemble Volkswohnungen Lucas-Cranach-Straße)      |      |
| Lucas-Cranach-Straße 19 | Wohnhaus, 1938 von Stolpe (Ensemble Volkswohnungen Lucas-Cranach-Straße)      |      |
| Lucas-Cranach-Straße 21 | Wohnhaus, 1938 von Stolpe (Ensemble Volkswohnungen Lucas-Cranach-Straße)      |      |
| Lucas-Cranach-Straße 23 | Wohnhaus, 1938 von Stolpe (Ensemble Volkswohnungen Lucas-Cranach-Straße)      |      |
| Lucas-Cranach-Straße 25 | Wohnhaus, 1938 von Stolpe (Ensemble Volkswohnungen Lucas-Cranach-Straße)      |      |
| Lucas-Cranach-Straße 27 | Wohnhaus, 1938 von Stolpe (Ensemble Volkswohnungen Lucas-Cranach-Straße)      |      |
| Lucas-Cranach-Straße 29 | Wohnhaus, 1938 von Stolpe (Ensemble Volkswohnungen Lucas-Cranach-Straße)      |      |

## Odakerstraße
| Lage           | Beschreibung                                                                  | Bild |
| -------------- | ----------------------------------------------------------------------------- | ---- |
| Odakerstraße 4 | Bauernhaus, 1. Viertel 17. Jh., Scheunen- und Stallanbau im 19. Jh. verändert |      |

## Pasteurpromenade
| Lage                 | Beschreibung                          | Bild |
| -------------------- | ------------------------------------- | ---- |
| Pasteurpromenade 5/6 | Doppelwohnhaus, 1926 von Julius Ammer |      |

## Petersbergstraße
| Lage                   | Beschreibung                                            | Bild |
| ---------------------- | ------------------------------------------------------- | ---- |
| Petersbergstraße 7     | Doppelwohnhaushälfte, 1908 von Hans Weszkalnys          |      |
| Petersbergstraße 26    | Wohnhaus, 1911 von Hans Weszkalnys                      |      |
| Petersbergstraße 27/29 | Doppelwohnhaus, 1908 von Andreas Thiel und Ludwig Thiel |      |
| Petersbergstraße 28/30 | Doppelwohnhaus, 1910 von Hans Weszkalnys                |      |
| Petersbergstraße 75    | Eckreihenhaus, 1910–1911 von Hans Weszkalnys            |      |

## Pfälzer Straße
| Lage              | Beschreibung     | Bild |
| ----------------- | ---------------- | ---- |
| Pfälzer Straße 13 | Bauernhaus, 1708 |      |

## Präsident-Baltz-Straße
| Lage                     | Beschreibung                                             | Bild |
| ------------------------ | -------------------------------------------------------- | ---- |
| Präsident-Baltz-Straße 4 | kath. Pfarrkirche Christ-König, 1927–29 von Karl Colombo |      |
| Präsident-Baltz-Straße 6 | kath. Pfarrhaus, 1927 von Peter Weiß                     |      |

## Puccinistraße
| Lage             | Beschreibung                          | Bild |
| ---------------- | ------------------------------------- | ---- |
| Puccinistraße 2a | Maltitz Pavillon, Gartenhaus, um 1780 |      |

## Quienstraße
| Lage           | Beschreibung        | Bild |
| -------------- | ------------------- | ---- |
| Quienstraße 14 | Mühlsteine, 18. Jh. |      |

## Robert-Koch-Straße
| Lage                 | Beschreibung                                                  | Bild |
| -------------------- | ------------------------------------------------------------- | ---- |
| Robert-Koch-Straße 2 | 2. Wohnhaus Glasfabrikant Leo Wentzel, 1923                   |      |
| Robert-Koch-Straße 4 | 1. Wohnhaus Glasfabrikant Leo Wentzel, 1913 von Heinrich Güth |      |

## Rubensstraße
| Lage                              | Beschreibung                              | Bild |
| --------------------------------- | ----------------------------------------- | ---- |
| Rubensstraße 40                   | Dienstgebäude, 1914 von Ernst Lücker      |      |
| Rubensstraße 40a                  | Wagenhaus I, 1914 von Ernst Lücker        |      |
| Rubensstraße 46/48                | Wirtschaftsgebäude, 1914 von Ernst Lücker |      |
| Rubensstraße 52/54/56/58/60/62    | Mannschaftsgebäude, 1914 von Ernst Lücker |      |
| Rubensstraße 64                   | Stabsgebäude, 1914 von Ernst Lücker       |      |
| Rubensstraße 66/68/70/72/74/76/78 | Mannschaftsgebäude, 1914 von Ernst Lücker |      |
| Rubensstraße 80/82                | Wirtschaftsgebäude, 1914 von Ernst Lücker |      |

## Saargemünder Straße
| Lage                         | Beschreibung                                                                                               | Bild |
| ---------------------------- | --- | ---- |
| Saargemünder Straße 2        | Doppelwohnhaushälfte, 1901 von Hans Weszkalnys                                                             |      |
| Saargemünder Straße 4        | Doppelwohnhaushälfte, 1901 von Victor Hendler                                                              |      |
| Saargemünder Straße 5/7      | Doppelwohnhaus, 1897 von August Rahfeld                                                                    |      |
| Saargemünder Straße 11       | Gasthaus „Zum Hirsch“, um 1890, Saal-Anbau von 1899 von Hans August Zeeh                                   |      |
| Saargemünder Straße 12       | Wohnhaus, 1898 von Georg Becker                                                                            |      |
| Saargemünder Straße 21/23    | Wohnhaus, 1899 von August Rahfeld                                                                          |      |
| Saargemünder Straße 22       | Villa Fischer, 1924 von Karl Fischer                                                                       |      |
| Saargemünder Straße 28       | Wohn- und Geschäftshaus, 1911 von Hans Weszkalnys                                                          |      |
| Saargemünder Straße 32       | Wohn- und Geschäftshaus, 1901 von Fritz Hartmann                                                           |      |
| Saargemünder Straße 35/37/39 | Wohnhaus, 1905 von August Rahfeld                                                                          |      |
| Saargemünder Straße 69       | Neumeyers Weinstuben, Gaststätte, 1904 von Karl Brugger                                                    |      |
| Saargemünder Straße 72–74    | Bauernhaus, 1858                                                                                           |      |
| Saargemünder Straße 78       | Wohnhaus, um 1863                                                                                          |      |
| Saargemünder Straße 95       | Einfahrt und Stabsgebäude der Artilleriekaserne, 1900/10 (Ensemble Artillerie-Kaserne Saargemünder Straße) |      |
| Saargemünder Straße 106      | Wohnhaus, 18. Jh., Umbau um 1860/80 und 1924                                                               |      |
| Saargemünder Straße 110      | Wohnstallhaus, 3. Viertel 19. Jh.                                                                          |      |
| Saargemünder Straße 112      | Bauernhaus, 3. Viertel 19. Jh.                                                                             |      |
| Saargemünder Straße 114      | Bauernhaus, 1822, Erweiterung um 1850                                                                      |      |
| Saargemünder Straße 136      | Bauernhaus, 1816/26                                                                                        |      |
| Saargemünder Straße 140      | Bauernhaus, 18. Jh., Umbau 1778                                                                            |      |
| Saargemünder Straße 142      | Bauernhaus, 2. Viertel 18. Jh.                                                                             |      |
| Saargemünder Straße 147      | Wohnstallhaus, 2. Viertel 18. Jh.                                                                          |      |
| Saargemünder Straße 154      | Wohnhaus, 1. Viertel 19. Jh.                                                                               |      |
| Saargemünder Straße 157/159  | Bauernhaus, bez. 1824 und 1832, Erweiterung 1839                                                           |      |
| Saargemünder Straße 163/165  | Doppelwohnhaus, 2. Viertel 18. Jh.                                                                         |      |
| Saargemünder Straße 167      | Wohnhaus, Gaststätte, um 1895                                                                              |      |
| Saargemünder Straße 169      | Bauernhaus, 2. Viertel 18. Jh.                                                                             |      |
| Saargemünder Straße 171      | Bauernhaus                                                                                                 |      |
| Saargemünder Straße 179      | Wohnhaus, 1. Viertel 19. Jh.                                                                               |      |

## Scharnhorststraße
| Lage                 | Beschreibung                                                                                     | Bild |
| -------------------- | ------------------------------------------------------------------------------------------------ | ---- |
| Scharnhorststraße 10 | Offizierskasino der Artilleriekaserne, 1896–98 (Ensemble Artillerie-Kaserne Saargemünder Straße) |      |

## Schenkelbergstraße
| Lage                  | Beschreibung                                      | Bild |
| --------------------- | ------------------------------------------------- | ---- |
| Schenkelbergstraße 5  | Wohnhaus Arnold Müller, 1923–33 von Wilhelm Nicke |      |
| Schenkelbergstraße 18 | Mehrfamilienhaus, 1902 von Georg Becker           |      |

## St. Arnualer Markt
| Lage                    | Beschreibung                                                                                | Bild |
| ----------------------- | ------------------------------------------------------------------------------------------- | ---- |
| St. Arnualer Markt 1/1a | Bauernhaus, 1816/26, Anbau Scheune von 1840/50                                              |      |
| St. Arnualer Markt 2    | Beucksches Haus, Bauernhaus, 1609, Umbauten um 1650 und im 1. Viertel 18. Jh.               |      |
| St. Arnualer Markt 3    | Beucksches Haus, Scheunenanbau, 1727                                                        |      |
| St. Arnualer Markt 5    | Stiftskirche mit zahlreichen Grabmälern, Umfassungsmauer des Kreuzgangs, 4. Viertel 13. Jh. |      |
| St. Arnualer Markt 6    | Wohnhaus, 2. Viertel 18. Jh.                                                                |      |
| St. Arnualer Markt 7    | Stiftshaus, 1751                                                                            |      |
| St. Arnualer Markt 8    | Wohnhaus und Gaststätte, 1933 von Ludwig Siegel                                             |      |
| St. Arnualer Markt 9    | Wohnhaus, um 1750                                                                           |      |

## Stiftsgasse
| Lage          | Beschreibung      | Bild |
| ------------- | ----------------- | ---- |
| Stiftsgasse 4 | Wohnhaus, 18. Jh. |      |
| Stiftsgasse 6 | Wohnhaus, 18. Jh. |      |

## Stockenbruch
| Lage              | Beschreibung                                                                                       | Bild |
| ----------------- | -------------------------------------------------------------------------------------------------- | ---- |
| Stockenbruch 6–10 | Beamtenwohnhaus, Mehrfamilienwohnhaus, ca. 1949–53 von Jean Schoffit, Hans Hirner, Bernhard Grothe |      |

## Verlängerte Julius-Kiefer-Straße
| Lage                             | Beschreibung                           | Bild |
| -------------------------------- | -------------------------------------- | ---- |
| Verlängerte Julius-Kiefer-Straße | Höckerlinie, Westwallbefestigung, 1940 |      |

## Weinbergweg
| Lage          | Beschreibung                               | Bild |
| ------------- | ------------------------------------------ | ---- |
| Weinbergweg 6 | Langhammer-Villa, 1929 von Hans Weszkalnys |      |

## Winterberg
| Lage       | Beschreibung | Bild |
| ---------- | --- | ---- |
| Winterberg | Winterbergdenkmal, Ehrenmal für die Gefallenen des Deutsch-Französischen Krieges 1870/71, 1874, von Otto Lieber, 1939 gesprengt, Wiederaufbau 1989 |      |

## Winterbergstraße
| Lage                  | Beschreibung                                | Bild |
| --------------------- | ------------------------------------------- | ---- |
| Winterbergstraße 9/11 | Doppelwohnhaus, 1904–05 von Hans Weszkalnys |      |